# 公人
公人（こうじん）とは、公務員や議員などのように公務についている者のことである。また、公人ではないが、社会的な立場を持った人や、社会的な影響力を持った人は準公人やみなし公人と言われることがある。

## 公人の定義
公人について言及した法令は存在しておらず、裁判所の判決等で言及される際にも明確な定義はおこなわれず、幅がある状態となる。一般に私人に対してはそのプライバシー権が強く保護されるが、公人は社会的に及ぼす影響が大きいため、私生活であっても『公共の利害』に及ぼす影響が大きい公人の場合にはその保護が行われないことがある。

## 準公人
公人に、社会的に影響力のある経済人、有名人を含むとする広義にとらえる考え方も存在する。1981年（昭和56年）4月16日の最高裁判所第一小法廷判決において、私人であっても社会的に一定の影響力を持つ者に対する批判は事実の公共性が持つことがあるとされており（月刊ペン事件）、このような私人は準公人・みなし公人とよばれる。写真週刊誌等で芸能人やその家族の私生活が報道されるのはこの理論によるものである。